# Collegio di Coventry North East
Coventry North East è stato un collegio elettorale situato nella contea di West Midlands, nelle Midlands Occidentali, e rappresentato alla Camera dei comuni del Parlamento del Regno Unito. Eleggeva un membro del parlamento con il sistema first-past-the-post, ossia maggioritario a turno unico; il collegio è stato abolito in occasione della revisione periodica del 2024.

## Estensione
Il collegio si trova interamente all'interno del borough di Coventry, e comprende le aree di Stoke, Walsgrave-on-Sowe, Wyken, Longford e Foleshill.
- 1974-1983: i ward del County Borough of Coventry di Foleshill, Henley, Longford, Upper Stoke e Wyken.
- 1983-1997: i ward della Città di Coventry di Foleshill, Henley, Longford, Upper Stoke e Wyken.
- 1997-2024: i ward della Città di Coventry di Foleshill, Henley, Longford, Lower Stoke, Upper Stoke e Wyken.

## Membri del parlamento
| Elezione | Elezione         | Deputato         | Partito          |
| -------- | ---------------- | ---------------- | ---------------- |
|          | Feb 1974         | George Park      | Laburista        |
| 1987     | John Hughes      |                  | Laburista        |
| 1992     | Bob Ainsworth    |                  | Laburista        |
| 2015     | Colleen Fletcher |                  | Laburista        |
|          | 2024             | Collegio abolito | Collegio abolito |

## Elezioni

### Elezioni negli anni 2010
| Partito                    | Partito                                | Candidato                  | Risultati 12 dicembre 2019 | Risultati 12 dicembre 2019 |
| Partito                    | Partito                                | Candidato                  | Voti                       | %                          |
| -------------------------- | -------------------------------------- | -------------------------- | -------------------------- | -------------------------- |
|                            | Laburista                              | Colleen Fletcher           | 23 412                     | 52,68                      |
|                            | Conservatore                           | Sophie Richards            | 15 720                     | 35,37                      |
|                            | Brexit                                 | Iddrisu Sufyan             | 2 110                      | 4,75                       |
|                            | Lib Dem                                | Nukey Proctor              | 2 061                      | 4,64                       |
|                            | Verdi                                  | Matthew Handley            | 1 141                      | 2,57                       |
|                            |                                        |                            |                            |                            |
| Iscritti                   | Iscritti                               | Iscritti                   | 76 006                     | 100,00                     |
| ↳ Votanti (% su iscritti)  | ↳ Votanti (% su iscritti)              | ↳ Votanti (% su iscritti)  | 44 444                     | 58,47                      |
| ↳ Astenuti (% su iscritti) | ↳ Astenuti (% su iscritti)             | ↳ Astenuti (% su iscritti) | 31 562                     | 41,53                      |
|                            |                                        |                            |                            |                            |
|                            | Esito: collegio confermato a Laburista |                            |                            |                            |

| Partito                    | Partito                                | Candidato                  | Risultati 8 giugno 2017 | Risultati 8 giugno 2017 |
| Partito                    | Partito                                | Candidato                  | Voti                    | %                       |
| -------------------------- | -------------------------------------- | -------------------------- | ----------------------- | ----------------------- |
|                            | Laburista                              | Colleen Fletcher           | 29 499                  | 63,43                   |
|                            | Conservatore                           | Timothy Mayer              | 13 919                  | 29,93                   |
|                            | UKIP                                   | Avtar Taggar               | 1 350                   | 2,90                    |
|                            | Lib Dem                                | Russell Field              | 1 157                   | 2,49                    |
|                            | Verdi                                  | Matthew Handley            | 502                     | 1,08                    |
|                            | Indipendente                           | Afzal Mahmood              | 81                      | 0,17                    |
|                            |                                        |                            |                         |                         |
| Iscritti                   | Iscritti                               | Iscritti                   | 75 745                  | 100,00                  |
| ↳ Votanti (% su iscritti)  | ↳ Votanti (% su iscritti)              | ↳ Votanti (% su iscritti)  | 46 508                  | 61,40                   |
| ↳ Astenuti (% su iscritti) | ↳ Astenuti (% su iscritti)             | ↳ Astenuti (% su iscritti) | 29 237                  | 38,60                   |
|                            |                                        |                            |                         |                         |
|                            | Esito: collegio confermato a Laburista |                            |                         |                         |

| Partito                    | Partito                                | Candidato                  | Risultati 7 maggio 2015 | Risultati 7 maggio 2015 |
| Partito                    | Partito                                | Candidato                  | Voti                    | %                       |
| -------------------------- | -------------------------------------- | -------------------------- | ----------------------- | ----------------------- |
|                            | Laburista                              | Colleen Fletcher           | 22 025                  | 52,15                   |
|                            | Conservatore                           | Michelle Lowe              | 9 751                   | 23,09                   |
|                            | UKIP                                   | Avtar Taggar               | 6 278                   | 14,87                   |
|                            | Lib Dem                                | Russell Field              | 2 007                   | 4,75                    |
|                            | Verdi                                  | Matthew Handley            | 1 245                   | 2,95                    |
|                            | TUSC                                   | Nicky Downes               | 633                     | 1,50                    |
|                            | Christian Movement for Great Britain   | William Sidhu              | 292                     | 0,69                    |
|                            |                                        |                            |                         |                         |
| Iscritti                   | Iscritti                               | Iscritti                   | 76 367                  | 100,00                  |
| ↳ Votanti (% su iscritti)  | ↳ Votanti (% su iscritti)              | ↳ Votanti (% su iscritti)  | 42 231                  | 55,30                   |
| ↳ Astenuti (% su iscritti) | ↳ Astenuti (% su iscritti)             | ↳ Astenuti (% su iscritti) | 34 136                  | 44,70                   |
|                            |                                        |                            |                         |                         |
|                            | Esito: collegio confermato a Laburista |                            |                         |                         |

| Partito                    | Partito                                | Candidato                  | Risultati 6 maggio 2010 | Risultati 6 maggio 2010 |
| Partito                    | Partito                                | Candidato                  | Voti                    | %                       |
| -------------------------- | -------------------------------------- | -------------------------- | ----------------------- | ----------------------- |
|                            | Laburista                              | Bob Ainsworth              | 21 384                  | 49,29                   |
|                            | Conservatore                           | Hazel Noonan               | 9 609                   | 22,15                   |
|                            | Lib Dem                                | Russell Field              | 7 210                   | 16,62                   |
|                            | BNP                                    | Tom Gower                  | 1 863                   | 4,29                    |
|                            | Alternativa Socialista                 | Dave Nellist               | 1 592                   | 3,67                    |
|                            | UKIP                                   | Chris Forbes               | 1 291                   | 2,98                    |
|                            | Christian Movement for Great Britain   | Ron Lebar                  | 434                     | 1,00                    |
|                            |                                        |                            |                         |                         |
| Iscritti                   | Iscritti                               | Iscritti                   | 73 035                  | 100,00                  |
| ↳ Votanti (% su iscritti)  | ↳ Votanti (% su iscritti)              | ↳ Votanti (% su iscritti)  | 43 383                  | 59,40                   |
| ↳ Astenuti (% su iscritti) | ↳ Astenuti (% su iscritti)             | ↳ Astenuti (% su iscritti) | 29 652                  | 40,60                   |
|                            |                                        |                            |                         |                         |
|                            | Esito: collegio confermato a Laburista |                            |                         |                         |

### Elezioni negli anni 2000
| Partito                    | Partito                                | Candidato                  | Risultati 5 maggio 2005 | Risultati 5 maggio 2005 |
| Partito                    | Partito                                | Candidato                  | Voti                    | %                       |
| -------------------------- | -------------------------------------- | -------------------------- | ----------------------- | ----------------------- |
|                            | Laburista                              | Bob Ainsworth              | 21 178                  | 56,94                   |
|                            | Conservatore                           | Jaswant Singh Birdi        | 6 956                   | 18,70                   |
|                            | Lib Dem                                | Russell Field              | 6 123                   | 16,46                   |
|                            | Alternativa Socialista                 | Dave Nellist               | 1 874                   | 5,04                    |
|                            | UKIP                                   | Paul Sootheran             | 1 064                   | 2,86                    |
|                            |                                        |                            |                         |                         |
| Iscritti                   | Iscritti                               | Iscritti                   | 70 218                  | 100,00                  |
| ↳ Votanti (% su iscritti)  | ↳ Votanti (% su iscritti)              | ↳ Votanti (% su iscritti)  | 37 195                  | 52,97                   |
| ↳ Astenuti (% su iscritti) | ↳ Astenuti (% su iscritti)             | ↳ Astenuti (% su iscritti) | 33 023                  | 47,03                   |
|                            |                                        |                            |                         |                         |
|                            | Esito: collegio confermato a Laburista |                            |                         |                         |

| Partito                    | Partito                                | Candidato                  | Risultati 7 giugno 2001 | Risultati 7 giugno 2001 |
| Partito                    | Partito                                | Candidato                  | Voti                    | %                       |
| -------------------------- | -------------------------------------- | -------------------------- | ----------------------- | ----------------------- |
|                            | Laburista                              | Bob Ainsworth              | 22 739                  | 61,02                   |
|                            | Conservatore                           | Gordon Bell                | 6 988                   | 18,75                   |
|                            | Lib Dem                                | Geoffrey Sewards           | 4 163                   | 11,17                   |
|                            | Alleanza Socialista                    | Dave Nellist               | 2 638                   | 7,08                    |
|                            | BNP                                    | Edward Sheppard            | 737                     | 1,98                    |
|                            |                                        |                            |                         |                         |
| Iscritti                   | Iscritti                               | Iscritti                   | 74 085                  | 100,00                  |
| ↳ Votanti (% su iscritti)  | ↳ Votanti (% su iscritti)              | ↳ Votanti (% su iscritti)  | 37 265                  | 50,30                   |
| ↳ Astenuti (% su iscritti) | ↳ Astenuti (% su iscritti)             | ↳ Astenuti (% su iscritti) | 36 820                  | 49,70                   |
|                            |                                        |                            |                         |                         |
|                            | Esito: collegio confermato a Laburista |                            |                         |                         |

## Risultati dei referendum

### Referendum sulla permanenza del Regno Unito nell'Unione europea del 2016
|             | Collegio            | Lasciare UE % | Rimanere in UE % |
| ----------- | ------------------- | ------------- | ---------------- |
|             | Coventry North East | 59,2%         | 40,8%            |
| Inghilterra | 53,3%               | 46,7%         |                  |
| Regno Unito | 51,9%               | 48,1%         |                  |